# Arbouretum
Arbouretum ist eine US-amerikanische Rockband aus Baltimore, Maryland. Sie wurde 2002 von Leadsänger und Gitarrist David Heumann gegründet. Der Name der Band leitet sich von dem Begriff Arboretum ab.

## Stil
Musikalisch lässt sich Arbouretum dem Psychedelic- und Stoner-Rock zuordnen, wobei auch Elemente des Folk und orientalische, sowie afrikanische Einflüsse den Stil prägen.
Die Liedtexte sind häufig von Themen der abendländischen Mystik und Tiefenpsychologie inspiriert. So diente beispielsweise C.G. Jungs Rotes Buch als Ideenquelle für das vierte Album The Gathering.

## Diskografie

### Alben
- 2004: Long Live the Well-Doer (Box Tree Records)
- 2007: Rites of Uncovering (Thrill Jockey)
- 2009: Song of the Pearl (Thrill Jockey)
- 2011: The Gathering (Thrill Jockey)
- 2013: Coming out of the Fog (Thrill Jockey)
- 2017: Song of the Rose (Thrill Jockey)
- 2020: Let it all in

### EPs
- 2008: Kale (EP-Split mit Pontiak)
- 2012: Aureola (EP-Split mit Hush Arbors)

### Limitierte Live-Alben
- 2007: Vapor Trails
- 2009: Water Wings
- 2010: Sister Ray
- 2012: Covered In Leaves[8]